# Castelnau-de-Guers

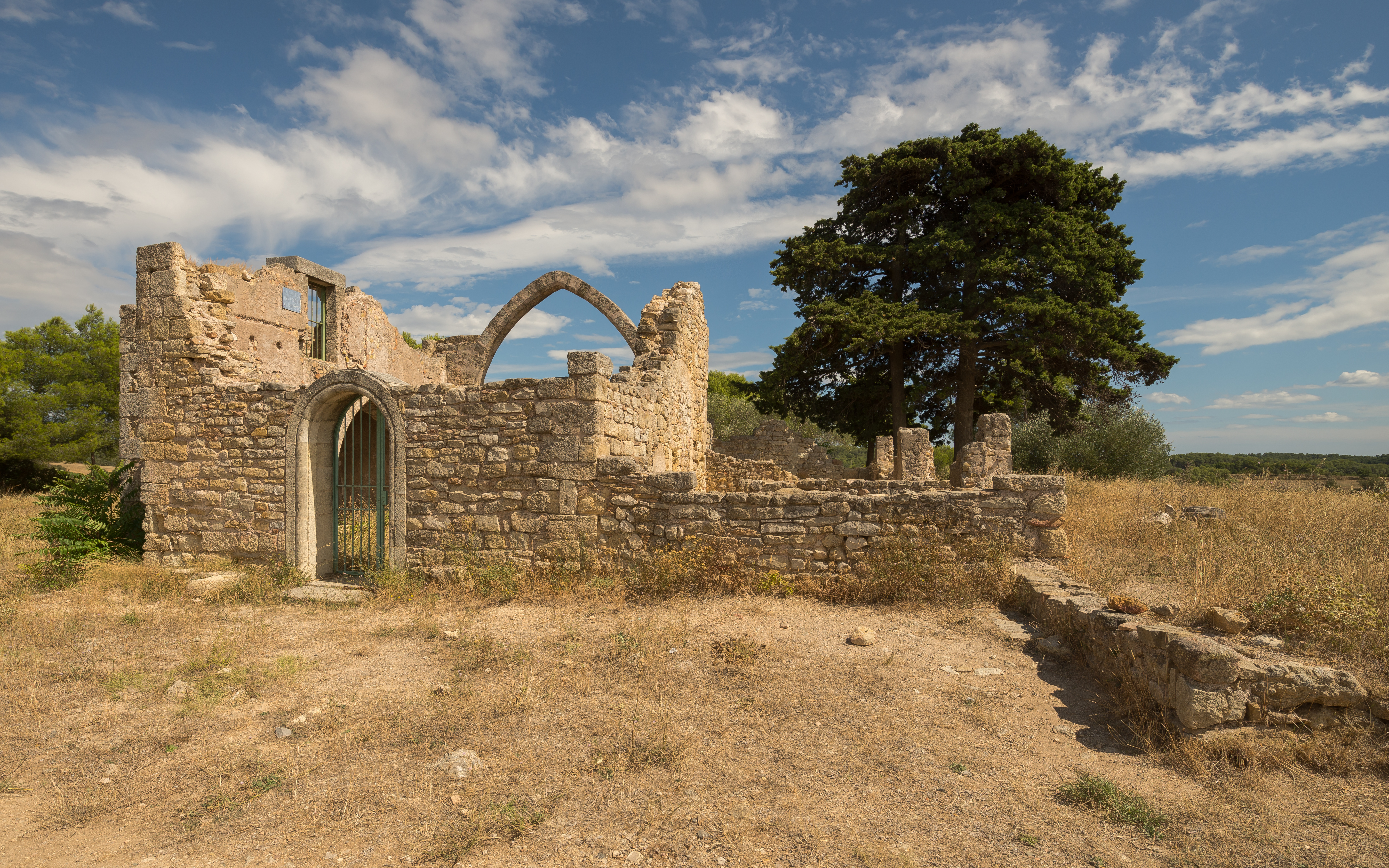

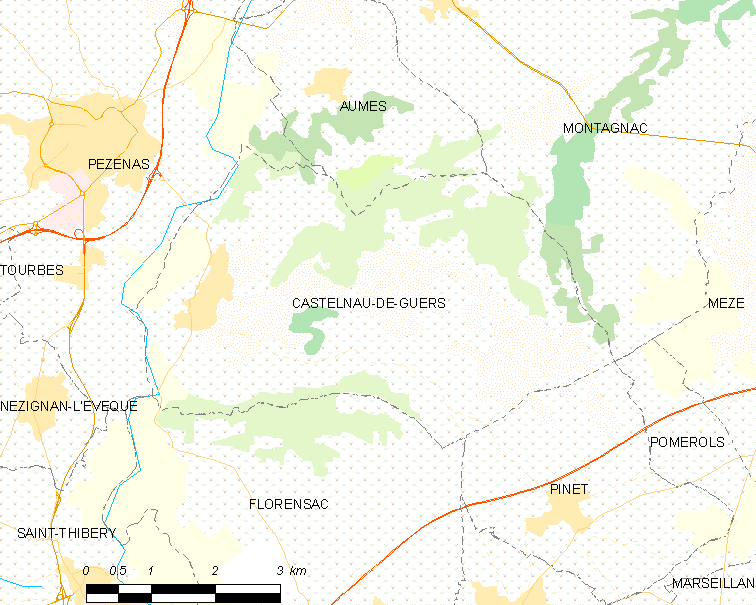
Mapa

 Castelnau-de-Guers  (en idioma occitano Castèlnòu de Guèrs) es una población y comuna francesa, situada en la región de Occitania, departamento de Hérault, en el distrito de Béziers y cantón de Pézenas.

## Demografía

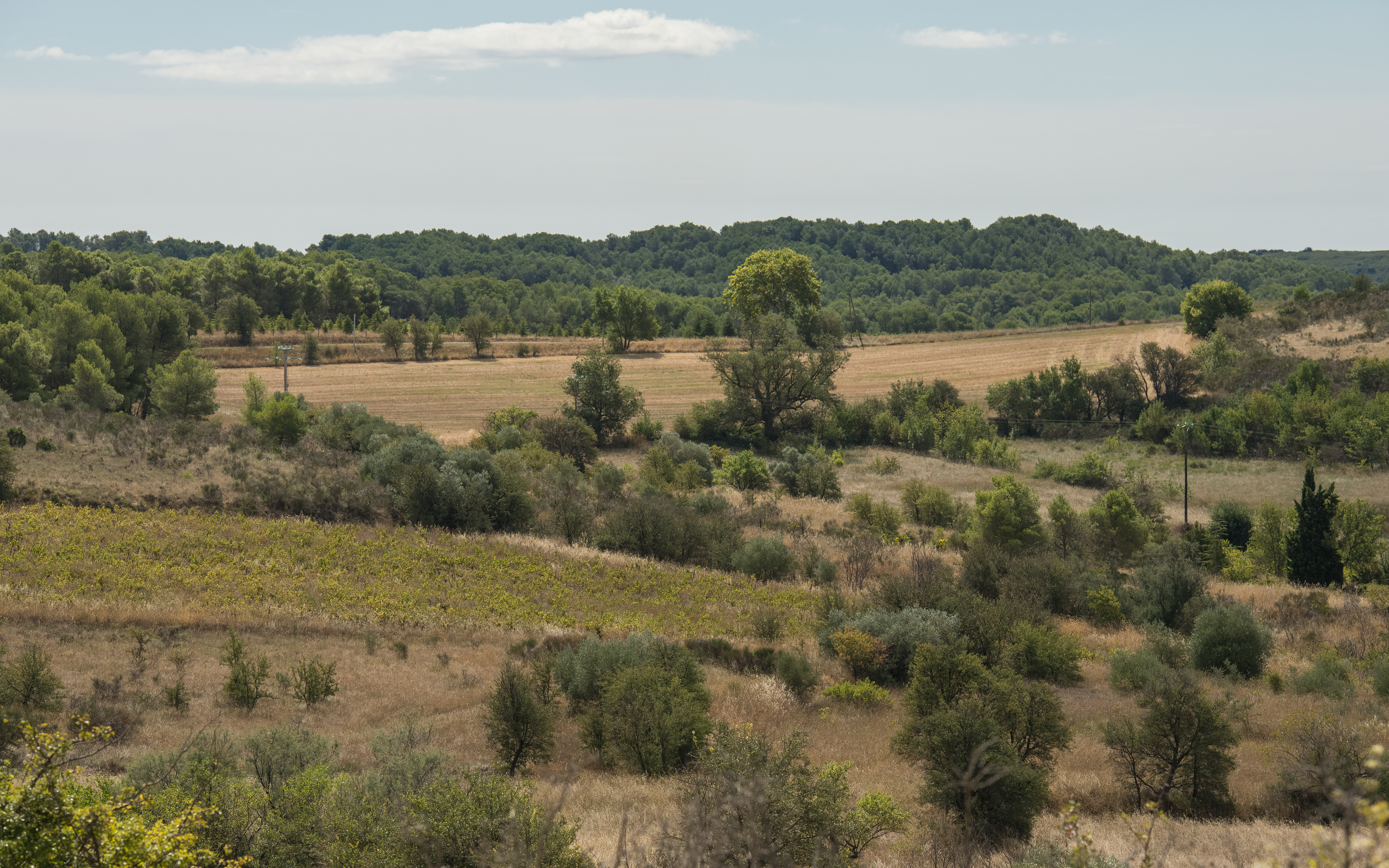

| 843 | 837 | 827 | 886 | 876 | 889 | 1120 |
| Para los censos de 1962 a 1999 la población legal corresponde a la población sin duplicidades (Fuente: INSEE [Consultar]) |     |     |     |     |     |      |